# AC Milán 2021/2022
Tento článek se podrobně zabývá událostmi ve fotbalovém klubu AC Milán v sezoně 2021/2022 a jeho působení v nejvyšší lize, domácího poháru a v Lize mistrů UEFA.

## Realizační tým
| Post                      | Jméno                                                              |
| ------------------------- | ------------------------------------------------------------------ |
| Hlavní trenér             | Stefano Pioli                                                      |
| Asistent trenéra          | Giacomo Murelli                                                    |
| Trenér brankářů           | Dida, Emiliano Betti                                               |
| Vedoucí mužstva           | Andrea Romeo                                                       |
| Sportovní trenéři         | Luca Monguzzi, Matteo Osti, Roberto Peressutti, Marco Vago         |
| Techničtí spolupracovníci | Daniele Bonera, Davide Lucarelli, Gianmarco Pioli, Luciano Vulcano |
| Klubové vedení            |                                                                    |
| Prezident klubu           | Paolo Scaroni                                                      |
| Generální ředitel         | Ivan Gazidis                                                       |
| Čestný viceprezident      | Franco Baresi                                                      |
| Technický ředitel         | Paolo Maldini                                                      |
| Sportovní ředitel         | Frederic Massara                                                   |
| Velvyslanec klubu         | Daniele Massaro                                                    |

## Soupiska
Aktuální k datu 29. 5. 2022.
| Číslo | Pozice | Nár.                | Hráč                | Datum narození a věk       | Od roku | Předchozí angažmá | Poznámka       |
| ----- | ------ | ------------------- | ------------------- | -------------------------- | ------- | ----------------- | -------------- |
| 1     | B      | Rumunsko            | Ciprian Tătărușanu  | 9. února 1986 (39 let)     | 2020    | Lyon              |                |
| 2     | O      | Itálie              | Davide Calabria     | 6. prosince 1996 (28 let)  | 2014    | Juniorka          |                |
| 4     | Z      | Alžírsko            | Ismaël Bennacer     | 1. prosince 1997 (27 let)  | 2019    | Empoli            |                |
| 5     | O      | Senegal             | Fodé Ballo-Touré    | 3. ledna 1997 (28 let)     | 2021    | Monako            |                |
| 7     | Ú      | Španělsko           | Samu Castillejo     | 18. ledna 1995 (30 let)    | 2018    | Villarreal        |                |
| 8     | Z      | Itálie              | Sandro Tonali       | 8. května 2000 (24 let)    | 2020    | Brescia           |                |
| 9     | Ú      | Francie             | Olivier Giroud      | 30. září 1986 (38 let)     | 2021    | Chelsea           |                |
| 10    | Z      | Španělsko           | Brahim Díaz         | 3. srpna 1999 (25 let)     | 2020    | Real              |                |
| 11    | Ú      | Švédsko             | Zlatan Ibrahimović  | 3. října 1981 (43 let)     | 2019    | Los Angeles       |                |
| 12    | Ú      | Chorvatsko          | Ante Rebić          | 21. září 1993 (31 let)     | 2019    | Frankfurt         |                |
| 13    | O      | Itálie              | Alessio Romagnoli   | 12. ledna 1995 (30 let)    | 2015    | Řím               | Kapitán        |
| 14    | O      | Itálie              | Andrea Conti        | 2. března 1994 (31 let)    | 2017    | Atalanta          | odešel v lednu |
| 16    | B      | Francie             | Mike Maignan        | 3. července 1995 (29 let)  | 2021    | Lille OSC         |                |
| 17    | Ú      | Portugalsko         | Rafael Leão         | 10. června 1999 (25 let)   | 2019    | Lille             |                |
| 19    | O      | Francie             | Theo Hernández      | 6. října 1997 (27 let)     | 2019    | Real Madrid       |                |
| 20    | O      | Francie             | Pierre Kalulu       | 5. června 2000 (24 let)    | 2020    | Lyon              |                |
| 22    | Ú      | Srbsko              | Marko Lazetić       | 22. ledna 2004 (21 let)    | 2022    | CZ Bělehrad       | přišel v lednu |
| 23    | O      | Anglie              | Fikayo Tomori       | 19. prosince 1997 (27 let) | 2021    | Chelsea           |                |
| 24    | O      | Dánsko              | Simon Kjær          | 26. března 1989 (35 let)   | 2019    | Sevilla           |                |
| 25    | O      | Itálie              | Alessandro Florenzi | 11. března 1991 (34 let)   | 2021    | AS Řím            |                |
| 27    | Ú      | Itálie              | Daniel Maldini      | 11. října 2001 (23 let)    | 2019    | Juniorka          |                |
| 30    | Z      | Itálie              | Junior Messias      | 13. května 1991 (33 let)   | 2021    | Crotone           |                |
| 33    | Z      | Bosna a Hercegovina | Rade Krunić         | 7. října 1993 (31 let)     | 2019    | Empoli            |                |
| 41    | Z      | Francie             | Tiémoué Bakayoko    | 17. srpna 1994 (30 let)    | 2021    | Chelsea           |                |
| 46    | O      | Itálie              | Matteo Gabbia       | 21. října 1999 (25 let)    | 2019    | Juniorka          |                |
| 56    | O      | Belgie              | Alexis Saelemaekers | 27. června 1999 (25 let)   | 2019    | Anderlecht        |                |
| 64    | Ú      | Itálie              | Pietro Pellegri     | 17. března 2001 (24 let)   | 2021    | Monako            | odešel v lednu |
| 77    | B      | Itálie              | Alessandro Plizzari | 12. března 2000 (25 let)   | 2016    | Juniorka          | odešel v lednu |
| 79    | Z      | Pobřeží slonoviny   | Franck Kessié       | 19. prosince 1996 (28 let) | 2017    | Atalanta          |                |
| 83    | B      | Itálie              | Antonio Mirante     | 8. července 1983 (41 let)  | 2021    | Řím               |                |

### Změny v kádru v letním přestupovém období 2021[1]
| Přišli do týmu | Přišli do týmu | Přišli do týmu      | Přišli do týmu | Přišli do týmu           | Přišli do týmu     | Přišli do týmu | Odešli z týmu | Odešli z týmu | Odešli z týmu        | Odešli z týmu | Odešli z týmu            | Odešli z týmu    | Odešli z týmu |
| Pozice         | Nár.           | Hráč                | Věk            | Odkud přišel             | Typ                | Cena           | Pozice        | Nár.          | Hráč                 | Věk           | Kam odešel               | Typ              | Cena          |
| B              | Francie        | Mike Maignan        | 25             | Lille OSC                | přestup            | 14,4 mil. Euro | B             | Itálie        | Antonio Donnarumma   | 31            | Calcio Padova            | konec smlouvy    |               |
| B              | Itálie         | Alessandro Plizzari | 21             | Reggina 1914             | návrat z hostování |                | B             | Itálie        | Gianluigi Donnarumma | 22            | Paris Saint-Germain FC   | konec smlouvy    |               |
| O              | Senegal        | Fodé Ballo-Touré    | 24             | AS Monaco FC             | přestup            | 5 mil. Euro    | O             | Portugalsko   | Diogo Dalot          | 22            | Manchester United FC     | konec hostování  |               |
| O              | Itálie         | Mattia Caldara      | 27             | Atalanta BC              | návrat z hostování |                | O             | Itálie        | Mattia Caldara       | 27            | Benátky FC               | hostování        |               |
| O              | Uruguay        | Diego Laxalt        | 28             | Celtic FC                | návrat z hostování |                | O             | Uruguay       | Diego Laxalt         | 28            | FK Dynamo Moskva         | přestup          | 3,5 mil. Euro |
| O              | Itálie         | Andrea Conti        | 27             | Parma Calcio 1913        | návrat z hostování |                | Z             | Turecko       | Hakan Çalhanoğlu     | 27            | FC Inter Milán           | konec smlouvy    |               |
| O              | Itálie         | Alessandro Florenzi | 30             | AS Řím                   | hostování s opcí   | 1 mil. Euro    | Z             | Francie       | Soualiho Meïté       | 27            | Turín FC                 | konec hostování  |               |
| O              | Anglie         | Fikayo Tomori       | 23             | Chelsea FC               | využitá opce       | 28,8 mil. Euro | Z             | Itálie        | Tommaso Pobega       | 22            | Turín FC                 | hostování        |               |
| Z              | Francie        | Yacine Adli         | 21             | FC Girondins de Bordeaux | přestup            | 8 mil. Euro    | Z             | Francie       | Yacine Adli          | 21            | FC Girondins de Bordeaux | hostování        |               |
| Z              | Francie        | Tiémoué Bakayoko    | 27             | Chelsea FC               | hostování s opcí   | 3 mil. Euro    | Ú             | Itálie        | Lorenzo Colombo      | 19            | S.P.A.L.                 | hostování        |               |
| Z              | Itálie         | Sandro Tonali       | 21             | Brescia Calcio           | využitá opce       | 6,9 mil. Euro  | Ú             | Norsko        | Jens Petter Hauge    | 21            | Eintracht Frankfurt      | hostování s opcí | 2 mil. Euro   |
| Z              | Španělsko      | Brahim Díaz         | 22             | Real Madrid              | hostování s opcí   | 3 mil. Euro    | Ú             | Chorvatsko    | Mario Mandžukić      | 35            | konec smlouvy            |                  |               |
| Z              | Brazílie       | Junior Messias      | 30             | FC Crotone               | hostování s opcí   | 2,6 mil. Euro  |               |               |                      |               |                          |                  |               |
| Z              | Itálie         | Tommaso Pobega      | 22             | Spezia Calcio            | návrat z hostování |                |               |               |                      |               |                          |                  |               |
| Ú              | Itálie         | Pietro Pellegri     | 20             | AS Monaco FC             | hostování s opcí   | 1 mil. Euro    |               |               |                      |               |                          |                  |               |
| Ú              | Francie        | Olivier Giroud      | 34             | Chelsea FC               | přestup            | 1 mil. Euro    |               |               |                      |               |                          |                  |               |
| Ú              | Itálie         | Lorenzo Colombo     | 19             | US Cremonese             | návrat z hostování |                |               |               |                      |               |                          |                  |               |

### Změny v kádru v zimním přestupovém období 2022[2]
| Přišli do týmu | Přišli do týmu | Přišli do týmu  | Přišli do týmu | Přišli do týmu | Přišli do týmu | Přišli do týmu | Odešli z týmu | Odešli z týmu | Odešli z týmu       | Odešli z týmu | Odešli z týmu | Odešli z týmu   | Odešli z týmu |
| Pozice         | Nár.           | Hráč            | Věk            | Odkud přišel   | Typ            | Cena           | Pozice        | Nár.          | Hráč                | Věk           | Kam odešel    | Typ             | Cena          |
| B              | Itálie         | Antonio Mirante | 38             | AS Řím         | konec smlouvy  | zadarmo        | B             | Itálie        | Alessandro Plizzari | 21            | US Lecce      | hostování       |               |
| Ú              | Srbsko         | Marko Lazetić   | 18             | CZ Bělehrad    | přestup        | 4 mil. Euro    | O             | Itálie        | Andrea Conti        | 27            | UC Sampdoria  | přestup         | zadarmo       |
|                |                |                 |                |                |                |                | Ú             | Itálie        | Pietro Pellegri     | 20            | AS Monaco     | konec hostování |               |

## Zápasy v sezoně 2021/2022

### Serie A (Italská liga)
|              | ATA | BOL | CAL | EMP | FIO | JAN | INT | JUV | LAZ | NEA | ŘÍM | SAL | SAM | SAS | SPE | TUR | UDI | BEN | VER |
| ------------ | --- | --- | --- | --- | --- | --- | --- | --- | --- | --- | --- | --- | --- | --- | --- | --- | --- | --- | --- |
| Utkání doma  | 2:0 | 0:0 | 4:1 | 1:0 | 1:0 | 2:0 | 1:1 | 0:0 | 2:0 | 0:1 | 3:1 | 2:0 | 1:0 | 1:3 | 1:2 | 1:0 | 1:1 | 2:0 | 3:2 |
| Utkání venku | 3:2 | 4:2 | 1:0 | 4:2 | 3:4 | 3:0 | 2:1 | 1:1 | 2:1 | 1:0 | 2:1 | 2:2 | 1:0 | 3:0 | 2:1 | 0:0 | 1:1 | 3:0 | 3:1 |

Tabulka
| Poř. | Tým              | Z  | V  | R  | P  | VG | OG | B  |
| ---- | ---------------- | -- | -- | -- | -- | -- | -- | -- |
| 1.   | AC Milán         | 38 | 28 | 8  | 4  | 69 | 31 | 86 |
| 2.   | FC Inter Milán   | 38 | 25 | 9  | 4  | 84 | 32 | 84 |
| 3.   | SSC Neapol       | 38 | 24 | 7  | 7  | 74 | 31 | 79 |
| 4.   | Juventus FC      | 38 | 20 | 10 | 8  | 57 | 37 | 70 |
| 5.   | SS Lazio         | 38 | 18 | 10 | 10 | 77 | 58 | 64 |
| 6.   | AS Řím           | 38 | 18 | 9  | 11 | 59 | 43 | 63 |
| 7.   | ACF Fiorentina   | 38 | 19 | 5  | 14 | 59 | 51 | 62 |
| 8.   | Atalanta BC      | 38 | 16 | 11 | 11 | 65 | 48 | 59 |
| 9.   | Hellas Verona FC | 38 | 14 | 11 | 13 | 65 | 59 | 53 |
| 10.  | Turín FC         | 38 | 13 | 11 | 14 | 46 | 41 | 50 |

Poznámky
- Z = Odehrané zápasy; V = Vítězství; R = Remízy; P = Prohry; VG = Vstřelené góly; OG = Obdržené góly; B = Body

|  | Mistr ligy a přímý postup do Ligy mistrů 2022/2023 |
|  | Přímý postup do Ligy mistrů 2022/2023              |
|  | Přímý postup do Evropské ligy UEFA 2022/2023       |
|  | Postup do předkola Evropské ligy UEFA 2022/2023    |

### Coppa Italia (Italský pohár)
| Osmifinále 12. ledna 2022 | AC Milán                                                     | 3 – 1 po prodl.) | Janov CFC              | Stadio Giuseppe Meazza, Milán               |  |  |
| 21:00 SELČ                | Olivier Giroud 74' Rafael Leão 102' Alexis Saelemaekers 112' | Report           | 17' Leo Skiri Østigård | Diváci: 13 325 Rozhodčí: Gianluca Aureliano |  |  |
|                           |                                                              |                  |                        |                                             |  |  |

| Čtvrtfinále 9. února 2022 | AC Milán                                                    | 4 – 0  | SS Lazio | Stadio Giuseppe Meazza, Milán         |  |  |
| 21:00 SELČ                | Olivier Giroud 41', 45+1' Rafael Leão 24' Franck Kessié 79' | Report |          | Diváci: 26 947 Rozhodčí: Simone Sozza |  |  |
|                           |                                                             |        |          |                                       |  |  |

| Semifinále – 1. zápas 1. března 2022 | AC Milán | 0 – 0  | FC Inter Milán | Stadio Giuseppe Meazza, Milán             |  |  |
| 21:00 SELČ                           |          | Report |                | Diváci: 53 881 Rozhodčí: Maurizio Mariani |  |  |
|                                      |          |        |                |                                           |  |  |

| Semifinále – 2. zápas 19. dubna 2022 | FC Inter Milán                            | 3 – 0  | AC Milán | Stadio Giuseppe Meazza, Milán             |  |  |
| 21:00 SELČ                           | Lautaro Martínez 4', 40' Robin Gosens 82' | Report |          | Diváci: 74 508 Rozhodčí: Maurizio Mariani |  |  |
|                                      |                                           |        |          |                                           |  |  |

### Liga mistrů UEFA

#### Základní skupina
| Základní skupina B: 1. zápas 15. září 2021 | Liverpool FC                                                  | 3 – 2  | AC Milán                       | Anfield, Liverpool                        |  |
| 21:00 SELČ | Fikayo Tomori 9 (vl.)' Mohamed Salah 49' Jordan Henderson 69' | Report | 42' Ante Rebić 44' Brahim Díaz | Diváci: 51 445 Rozhodčí: Szymon Marciniak |  |
| Poznámky: Sestava: Maignan – Theo Hernandez, Tomori, Kjaer, Calabria (K) – Kessié, Bennacer (71. Tonali)– Rafael Leao (62. Giroud), Brahim Díaz, Saelemaekers (62. Florenzi) – Rebič (83. Maldini) |                                                               |        |                                |                                           |  |

| Základní skupina B: 2. zápas 28. září 2021 | AC Milán        | 1 – 2  | Atlético Madrid                                | Stadio Giuseppe Meazza, Milán         |  |
| 21:00 SELČ | Rafael Leão 20' | Report | 84' Antoine Griezmann 90+7 (pen.)' Luis Suárez | Diváci: 35 374 Rozhodčí: Cüneyt Çakır |  |
| Poznámky: Sestava: Maignan – Theo Hernandez, Romagnoli (K), Tomori, Calabria – Kessié, Bennacer (81. Florenzi) – Rafael Leao (57. Giroud), Brahim Díaz (57. Ballo-Touré), Saelemaekers (81. Kalulu) – Rebič (34. Tonali) |                 |        |                                                |                                       |  |

| Základní skupina B: 3. zápas 19. října 2021 | FC Porto      | 1 – 0  | AC Milán | Estádio do Dragão, Porto             |  |
| 21:00 SELČ | Luis Díaz 65' | Report |          | Diváci: 32 130 Rozhodčí: Felix Brych |  |
| Poznámky: Sestava: Tatarusanu – Ballo-Touré (58. Kalulu), Tomori (59. Romagnoli), Kjaer, Calabria (K) – Tonali (66. Bakayoko), Bennacer – Rafael Leao , Krunič (82. Maldini), Saelemaekers – Giroud (58. Ibrahimovič) |               |        |          |                                      |  |

| Základní skupina B: 4. zápas 3. listopadu 2021 | AC Milán                         | 1 – 1  | FC Porto     | Stadio Giuseppe Meazza, Milán           |  |
| 18:45 SELČ | Chancel Mbemba Mangulu 61 (vl.)' | Report | 6' Luis Díaz | Diváci: 39 675 Rozhodčí: Clément Turpin |  |
| Poznámky: Sestava: Tatarusanu – Theo Hernandez, Romagnoli (K), Tomori, Calabria (46. Kalulu) – Tonali (68. Kessié), Bennacer – Rafael Leao (85. Maldini), Brahim Díaz (68. Krunič), Saelemaekers – Giroud (76. Ibrahimovič) |                                  |        |              |                                         |  |

| Základní skupina B: 5. zápas 24. listopadu 2021 | Atlético Madrid                  | 0 – 1  | AC Milán           | Wanda Metropolitano, Madrid            |  |
| 21:00 SELČ | Chancel Mbemba Mangulu 61 (vl.)' | Report | 87' Junior Messias | Diváci: 61 019 Rozhodčí: Slavko Vinčič |  |
| Poznámky: Sestava: Tatarusanu – Theo Hernandez, Romagnoli (K), Kjaer, Kalulu (65. Florenzi) – Kessié, Tonali (65. Bakayoko) – Krunič (65. Junior Messias), Brahim Díaz (78. Bennacer), Saelemaekers – Giroud (65. Ibrahimovič) |                                  |        |                    |                                        |  |

| Základní skupina B: 6. zápas 7. prosince 2021 | AC Milán          | 1 – 2  | Liverpool FC                       | Stadio Giuseppe Meazza, Milán           |  |
| 21:00 SELČ | Fikayo Tomori 29' | Report | 36' Mohamed Salah 55' Divock Origi | Diváci: 56 237 Rozhodčí: Danny Makkelie |  |
| Poznámky: Sestava: Maignan – Theo Hernandez, Romagnoli (K), Tomori, Kalulu (64. Florenzi) – Tonali (59. Saelemaekers) – Krunič (83. Bakayoko), Kessié – Brahim Díaz (59. Bennacer), Ibrahimovič, Junior Messias |                   |        |                                    |                                         |  |

Konečná tabulka skupiny B